# Masahiro Shimmyō
Masahiro Shimmyō (jap. 新明 正広, Shimmyō Masahiro; * 16. Juli 1972 in der Präfektur Chiba) ist ein ehemaliger japanischer Fußballspieler.

## Karriere
Shimmyō erlernte das Fußballspielen in der Schulmannschaft der Narashino High School. Seinen ersten Vertrag unterschrieb er 1991 bei den Consadole Sapporo. Für den Verein absolvierte er 69 Spiele. 1997 wechselte er zum Ligakonkurrenten Ventforet Kofu. Für den Verein absolvierte er 110 Spiele. Ende 2000 beendete er seine Karriere als Fußballspieler.